# سرکرده پدرخواندگان
سرکرده پدرخواندگان (انگلیسی: King of the Godfathers: Big Joey Massino and the Fall of the Bonanno Crime Family) کتاب جنایی غیرداستانی منتشر شده در سال ۲۰۰۶ نوشتهٔ آنتونی ام. دستفانو است دربارهٔ گانگستر و رئیس مافیا آمریکایی، جوزف ماسینو و سقوط خانواده تبهکار بونانو.